# Zanclospora urewerae
Zanclospora urewerae är en svampart som beskrevs av J.A. Cooper 2005. Zanclospora urewerae ingår i släktet Zanclospora, divisionen sporsäcksvampar och riket svampar.   Inga underarter finns listade i Catalogue of Life.